# Backlist
Als Backlist werden alle lieferbaren Bücher bzw. Musiktitel eines Verlags bezeichnet, die nicht neu erschienen sind.
Eine gute Backlist besteht aus mehrheitlich noch gut verkäuflichen Titeln und bildet so das wirtschaftliche Rückgrat eines Verlages. Bei diesen Werken fallen lediglich Nachdruckkosten an, und somit sind sie in der Regel ertragreicher als Neuerscheinungen, die fast immer hohe Entwicklungs- und Erstkosten einspielen müssen. Eine gut verkäufliche Backlist aufzubauen, ist das Ziel jedes Verlages.
Abweichend von der obigen Definition verwenden manche Verlage den Begriff auch für alle lieferbaren Bücher, einschließlich der Neuerscheinungen.